# Éva Bisseni
Éva Bisseni (Bayona, 7 de febrero de 1981) es una deportista francesa que compitió en judo. Ganó dos medallas de bronce en el Campeonato Europeo de Judo, en los años 2002 y 2004.

## Palmarés internacional
| Campeonato Europeo | Campeonato Europeo  | Campeonato Europeo | Campeonato Europeo |
| Año                | Lugar               | Medalla            | Categoría          |
| ------------------ | ------------------- | ------------------ | ------------------ |
| 2002               | Maribor (Eslovenia) | Medalla de bronce  | Abierta            |
| 2004               | Budapest (Hungría)  | Medalla de bronce  | Abierta            |